# Bertrand Jochaud du Plessix
Bertrand Jochaud du Plessix (Nantes, 26 giugno 1902 – Gibilterra, 30 giugno 1940) è stato un militare e aviatore francese, tra i primi ad aderire alle Forces aériennes françaises libres dopo la firma dell'armistizio del 22 giugno 1940, fu insignito postumo dell'Ordre de la Libération.

## Biografia

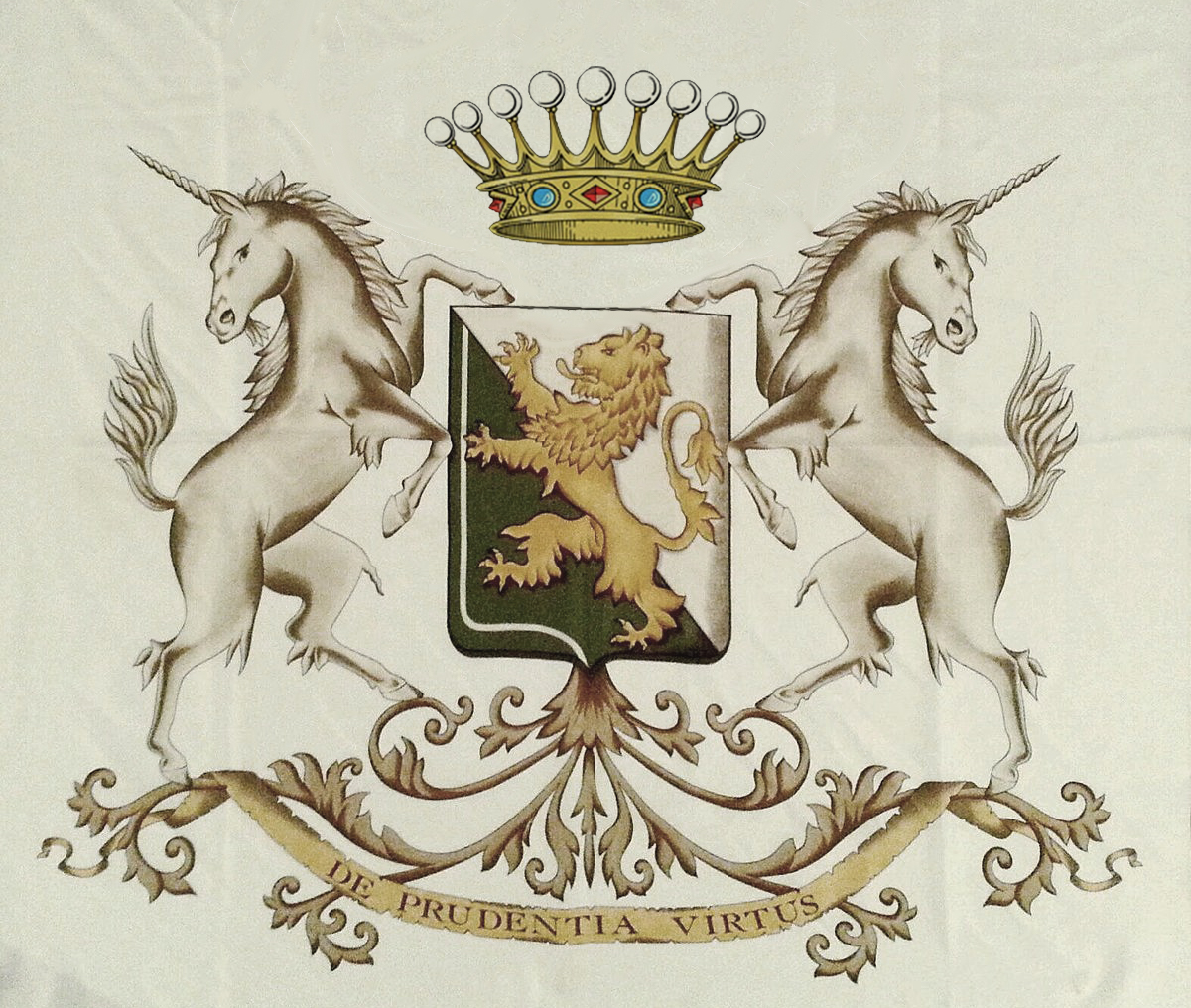
Amoriale della famiglia Jochaud du Plessix

Nacque a  Nantes il 26 giugno 1902, figlio di Joseph Charles Jochaud du Plessix (1860-1917), ufficiale di cavalleria mort pour la France nel corso della prima guerra mondiale, e di Amélie Rousselot de Saint-Céran, all'interno di una famiglia originaria della Bretagna. Questa famiglia possedeva la signoria di Plessix, a Saint-Mars-du-Désert (Loira Atlantica), di cui conservava il nome.
Dal 1925 al 1937 fu impiegato presso l'Ambasciata della Repubblica Francese a Varsavia, in Polonia, in qualità di addetto commerciale dal 1 dicembre 1927.
Nel dicembre 1929 sposò la signorina Tatiana Iacovleff, figlia dell'architetto Alexeï Iakovlev e nipote del pittore russo Alexandre Iacovleff. Era stata fidanzata con Vladimir Majakovski e, rimasta vedova, si sarebbe risposata con Alexander Liberman. Dal suo matrimonio nacque la scrittrice Francine du Plessix Gray.
Quando scoppio la seconda guerra mondiale, il 1 settembre 1939, fu mobilitato a Varsavia e partecipò alla campagna di Polonia come ufficiale di collegamento, con il grado di sottotenente, con l'esercito polacco. Dopo la capitolazione della Polonia riuscì a raggiungere la Francia, per poi raggiungere il Marocco dopo l'esito negativo della battaglia di Francia.
Il capitano Jacques de Vendeuvre e i suoi compagni, i capitani Gustave Lager e Michel Meyrand, i tenenti Pierre Tassin de Saint-Péreuse e Pierre Aubertin e il sottotenente Robert Weill si trovavano a Casablanca, in partenza per la Francia quando vennero a a conoscenza  della richiesta di armistizio con la Germania del Maresciallo di Francia Philippe Pétain. Gli aviatori decisero di continuare a combattere in Nord Africa se il generale Charles Noguès, comandante in capo del teatro delle operazioni in Africa del nord confermava la sua volontà di non accettare l'armistizio e, in caso contrario, di unirsi alla Gran Bretagna.
Quando il 29 giugno 1940 giunse loro la notizia della liberazione di tutti i prigionieri di guerra italiani detenuti in Marocco e della decisione che, a partire dal 1 luglio, tutti gli aerei dovevano essere resi inutilizzabili, decisero di partire per raggiungere l'Inghilterra.
Il 30 giugno 1940 i sei aviatori, cui si aggiunsero lui e il tenente Jean Pierre Berger, presero la navetta che li portò, come di consueto, all'aeroporto di Berrechid situato a una cinquantina di chilometri a sud di Casablanca.
Armati di falsi ordini di missione, presero in consegna tre bombardieri Martin 167A-3. Nel primo aereo pilotato dal capitano de Vendeuvre, presero posto lui e il tenente Berger. Nel secondo aereo pilotato dal capitano Lager, salirono i tenenti Aubertin e Tassin de Saint-Péreuse. Nel terzo velivolo, pilotato dal capitano Michel Meyrand, cercò di prendere posto il sottotenente Weill. Quest'ultimo, non potendo aprire il portellone posteriore dell'aereo, salì finalmente sul primo aereo pilotato da de Vendeuvre. Alle 16:00 gli aerei decollarono e  percorsero la distanza per Gibilterra senza incidenti. L'aereo pilotato da Lager e Meyrand atterrò sano e salvo sul locale aeroporto, sorprendendo la vigilanza della contraerea spagnola. L'aereo di Vendeuvre, più lento perché sovraccarico, fu attaccato da tutte le postazioni contraeree spagnole dell'area e si schiantò nelle acque del porto. Le unità britanniche accorse in loro aiuto raccolsero le salme dei primi 4 caduti della Francia libera.
Fu sepolto il giorno dopo presso il cimitero di North Front presso il campo d'aviazione di Gibilterra con i suoi camerati; essi furono i primi ad essere insigniti dell'Ordre de la Libération.